# 芝特拉·黛薇
芝特拉·黛薇（1934年1月26日—2008年10月28日），本名拉拉·帕德瑪·黛薇·芝特羅哈迪塞庫蘇莫（Rara Patma Dewi Tjitrohadiseikusumo），印度尼西亞（印尼）電影演員及導演。她在1950年代因參演由烏斯瑪爾·伊斯邁耳（Usmar Ismail）執導的《尊貴的客人》（Tamu Agung）、《閃亮三姊妹》（Tiga Dara）和《鬥士》（Pedjuang）而知名。她在1979年印尼電影節（Festival Film Indonesia）憑《因為若妻》（Gara-gara Isteri Muda）一片獲得芝特拉獎（Piala Citra）最佳女配角獎項，並一直活躍於影壇至1993年為止。黛薇曾在1971年短暫執導過電影，使她成為1998年前四名印尼女性電影導演之一。

## 生平
芝特拉·黛薇在1934年1月26日出生於荷屬東印度西爪哇省井里汶府（Residentie Cheribon），擁有高中學歷。

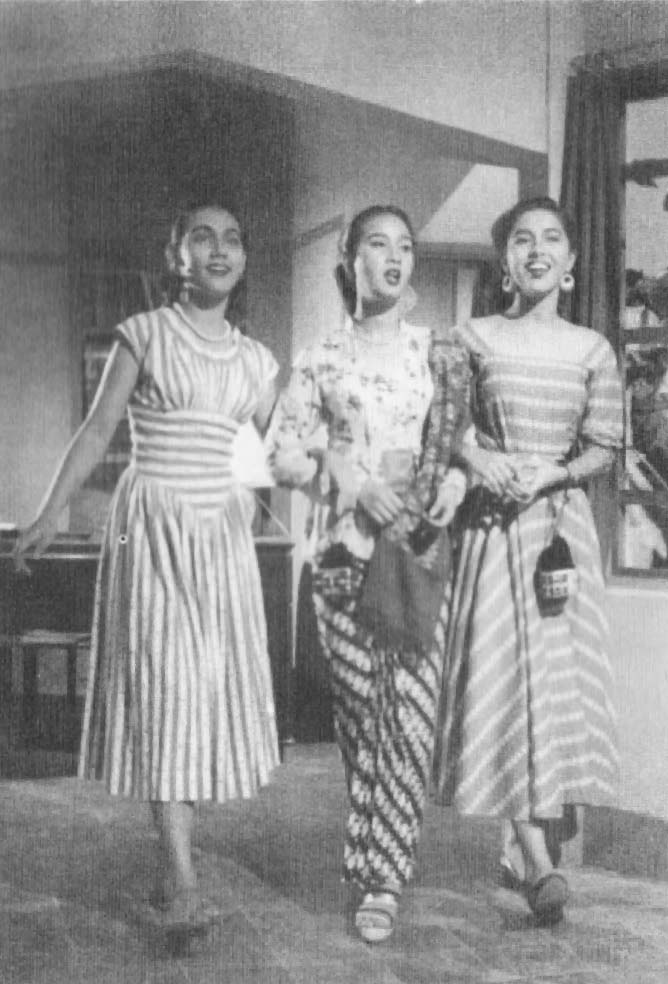
《閃亮三姊妹》中的因德麗亞蒂·伊斯卡克、黛薇和米耶克·維查亞

黛薇首部參演的電影是1955年由烏斯瑪爾·伊斯邁耳為印尼民族電影公司（Perfini）執導的諷刺政治喜劇《尊貴的客人》，但她卻是因在翌年與因德麗亞蒂·伊斯卡克（Indriati Iskak）和米耶克·維查亞（Mieke Widjaja）共同主演同公司的歌舞片《閃亮三姊妹》而成名。該電影講述與祖母同居的三姊妹的愛情生活。它成為了印尼民族電影公司商業上最成功的電影，並衍生一連串女性扮演片中三姊妹的撞臉比賽。據印尼電影歷史學家米斯巴赫·尤薩·比蘭（Misbach Yusa Biran）所述，黛薇被視為理想印尼女性－輕率而拘束的代表。
黛薇在1960年代繼續留在印尼民族電影公司，並參演《鹿鼠將軍》（Djendral Kantjil）和《鬥士》等電影，其中後者曾競逐第2屆莫斯科國際電影節。她亦曾參與耶加達國家戲劇學院的舞台劇演出。與此同時，黛薇亦開始參演其他公司的電影，包括印尼藝術家電影公司（Persari）的《峇里島假期》（Holiday in Bali）、珀納·馬斯影業（Panah Mas Film）的《賓·斯拉默特的遊蕩》（Bing Slamet Merantau）和阿戈拉影業（Agora Film）的《綠谷》（Lembah Hidjau）和《漁人之血》（Darah Nelajan）。
1960年代，黛薇除了繼續幕前演出，也開始參與幕後製作。她建立了自己的電影製作公司－芝特拉·黛薇電影製作公司，並在1967年監製其首部電影《2X24小時》（2 X 24 Djam）。該公司另外製作了五部電影，包括三部由黛薇親自執導的電影《黑暗中做愛》（Bertjinta dalam Gelap）、《少女》（Dara-Dara）和《芝曼德的騎士》（Penunggang Kuda Dari Tjimande）。這些電影在商業上均不成功，她亦因此專注於幕前演出。1971年，黛薇獲印尼記者聯盟（Persatuan Wartawan Indonesia）肯定其在《龍根》（Nji Ronggeng）的演技。
黛薇在1970年代至1980年代主要飾演配角，比如楊中義執導的愛情片《梭羅的女兒》（Putri Solo）、阿斯魯爾·沙尼（Asrul Sani）執導的劇情片《生活雜陳》（Kemelut Hidup）和瓦尤·西洪賓（Wahyu Sihombing）執導的劇情片《因為若妻》。其中，她憑《因為若妻》一片，在1979年印尼電影節中獲得芝特拉獎最佳女配角獎項。黛薇在1980年代至1990年代參演了20部電影，直至1993年的《宏劍》（Pedang Ulung）為止。1992年，她獲印尼國家電影委員會頒發終身成就獎。她也在2007年的萬隆電影節獲頒終身成就獎。
黛薇的健康狀況隨著其長子班邦·桑蘇迪（Bambang Samsudi）在2006年逝世而惡化。2008年3月，她曾因營養不良而入住本多英達（Pondok Indah）醫院兩個星期，但其健康狀況持續惡化，最終於2008年10月28日下午2時（UTC+7）在其幼子阿古斯·厄爾溫（Agus Erwin）陪伴下於南耶加達家中逝世。她與其父母及長子一同安葬在井里汶的查邦巴伊（Jabang Bayi）墳場。

## 影響
在1998年以前，印尼只有4名女性電影導演。除了黛薇之外，其餘三人分別為勒娜·阿斯馬拉（Ratna Asmara）、索菲亞·W·D（Sofia W.D.）和伊達·法里達（Ida Farida）。這四人中除了法里達以外均為幕前出身。這些導演均難以獲得猶如男性導演般的認可，使幕前演出成為女性在影壇獲得肯定的唯一途徑。
在1998年蘇哈托倒台之後，女性導演的數目有戲劇性增長，部份更獲得印尼國內以至國際的肯定。後蘇哈托年代出道的女性導演包括米拉·勒斯瑪娜（Mira Lesmana）和南·阿赫納斯（Nan Achnas）（曾與其他導演共同執導《每個人》（Kuldesak））、妮亞·迪納塔（Nia Dinata）（曾執導《擦包看》（Ca-bau-kan）和曾競逐奧斯卡最佳外語片的《一夫多妻》（Berbagi Suami））、哲娜爾·瑪厄薩·阿尤（Djenar Maesa Ayu）（曾執導在2008年位列數張印尼最佳電影排行榜的《我無曳》（Mereka Bilang, Saya Monyet!））等。

## 作品
在其五十年從影生涯中，黛薇曾參演超過80部電影。她亦曾是4部電影的監製、3部電影的導演及2部電影的編劇。黛薇也在電視圈活躍，曾參演《薩蒂卡醫生》（Dr. Sartika）、《心靈之窗》（Jendela Hati）、《克達西》（Kedasih）和《兩根棟樑》（Dua Pilar）等電視劇。

### 幕後
- 《2X24小時》（1967年，監製）
- 《薩米溫與達西瑪》（Samiun dan Dasima，1970年，監製）
- 《黑暗中做愛》（1971年，導演、監製及編劇）
- 《少女》（1971年，導演及編劇）
- 《芝曼德的騎士》（1971年，導演、監製及編審）

### 幕前
- 《尊貴的客人》（1955年）
- 《冠軍1960》（Djuara 1960，1956年）
- 《閃亮三姊妹》（1956年）
- 《八條向風之路》（Delapan Pendjuru Angin，1957年）
- 《三名逃犯》（Tiga Buronan，1957年）
- 《鹿鼠將軍》（1958年）
- 《普拉維羅先生》（Pak Prawiro，1958年）
- 《女生宿舍》（Asrama Dara，1958年）
- 《黑暗過去光明到來》（Habis Gelap Terbitlah Terang，1959年）
- 《鬥士》（1960年）
- 《皇后家庭》（Ratu-ratu Rumah Tangga，1960年）
- 《父親的願望》（Tjita-Tjita Ajah，1960年）
- 《意外》（Tak Terduga，1960年）
- 《沿途一會》（Djumpa Diperjalanan，1961年）
- 《網格後的茉莉》（Melati Dibalik Terali，1961年）
- 《峇里島假期》（1962年）
- 《賓·斯拉默特的遊蕩》（1962年）
- 《綠谷》（1963年）
- 《上季》（Semusim Lalu，1964年）
- 《漁人之血》（1965年）
- 《白花》（Bunga Putih，1966年）
- 《吉塔·塔魯納》（Gita Taruna，1966年）
- 《2X24小時》（1967年）
- 《龍根》（1969年）
- 《生命、愛情和眼淚》（Hidup, Tjinta dan Air Mata，1970年）
- 《蘿曼薩》（Romansa，1970年）
- 《薩米溫與達西瑪》（1970年）
- 《芝曼德的騎士》（1971年）
- 《拉特娜》（Ratna，1971年）
- 《憐憫》（Belas Kasih，1973年）
- 《墳上的月亮》（Bulan di Atas Kuburan，1973年）
- 《鮑比》（Bobby，1974年）
- 《我想生活》（Aku Mau Hidup，1974年）
- 《阿里巴巴》（Ali Baba，1974年）
- 《犧牲》（Pengorbanan，1974年）
- 《梭羅的女兒》（1974年）
- 《普拉哈拉（女性是女人）》（Prahara (Betinanya Seorang Perempuan)，1974年）
- 《瑪莉亞，瑪莉亞，瑪莉亞》（Maria, Maria, Maria，1974年）
- 《瑪莉亞修女》（Suster Maria，1974年）
- 《愛我》（Sayangilah Daku，1974年）
- 《花江的玫瑰》（Bunga Roos dari Cikembang，1975年）
- 《希哈》（Chicha，1976年）
- 《慾望的兇猛》（Ganasnya Nafsu，1976年）
- 《最後總站》（Terminal Terakhir，1977年）
- 《生活雜陳》（1977年）
- 《母親的秘密》（Rahasia Seorang Ibu，1977年）
- 《使人暈眩的阿滕》（Ateng Bikin Pusing，1977年）
- 《約安》（Yoan，1977年）
- 《因為若妻》（1977年）
- 《愛情總站》（Terminal Cinta，1977年）
- 《如我所願》（Semau Gue，1977年）
- 《捲髮二重奏》（Duo Kribo，1977年）
- 《爾霍馬節奏漫遊I》（Rhoma Irama Berkelana I，1978年）
- 《爾霍馬節奏漫遊II》（Rhoma Irama Berkelana II，1978年）
- 《熬夜》（Begadang，1978年）
- 《伯塔維虎龍達》（Si Ronda Macan Betawi，1978年）
- 《校園女孩》（Gadis Kampus，1979年）
- 《尋覓愛情》（Mencari Cinta，1979年）
- 《紫絲霧》（Kabut Sutra Ungu，1979年）
- 《青年》（Remaja-remaja，1979年）
- 《奮鬥與祈禱》（Perjuangan dan Doa，1980年）
- 《阿瑪莉亞·S·H》（Amalia SH，1981年）
- 《不是季節的夢》（Bukan Impian Semusim，1981年）
- 《穿著白裙的妮拉》（Nila di Gaun Putih，1981年）
- 《皮通再行動》（Si Pitung Beraksi Kembali，1981年）
- 《白玫瑰》（Sekuntum Mawar Putih，1981年）
- 《帶我走》（Bawalah Aku Pergi，1981年）
- 《美麗的幻彩》（Simphony yang Indah，1981年）
- 《陰天不是永灰》（Mendung Tak Selamanya Kelabu，1982年）
- 《搖曳的草》（Rumput-Rumput yang Bergoyang，1983年）
- 《卡達爾瓦蒂》（Kadarwati，1983年）
- 《她是征服者》（Dia Sang Penakluk，1984年）
- 《透明玻璃》（Sebening Kaca，1985年）
- 《瑪麗娜的命運》（Takdir Marina，1986年）
- 《骷髏山戰士》（Pendekar Bukit Tengkorak，1987年）
- 《紹爾·塞普（薩特里亞·馬當卡拉）》（Saur Sepuh (Satria Madangkara)，1988年）
- 《龍神風格》（Jurus Dewa Naga，1989年）
- 《冠軍里奧》（Rio Sang Juara，1989年）
- 《圖朗加》（Turangga，1990年）
- 《年輕的新娘》（Pengantin Remaja，1991年）
- 《宏劍》（1993年）

## 腳註
1. ↑  Apa Siapa 1999，第120頁.
2. 1 2 3 4 5 6  Apa Siapa 1999，第121頁.
3. ↑  Biran 2009，第152頁.
4. ↑  Biran 2009，plate 3.
5. 1 2 3 4  Filmindonesia.or.id, Filmography.
6. ↑  MIFF.
7. 1 2  Biran 1979，第109頁.
8. ↑  Filmindonesia.or.id, PT Chitra Dewi Film Production.
9. 1 2  Filmindonesia.or.id, Awards.
10. 1 2  Tempo 2008, Anggota Tiga Dara.
11. ↑  Pikiran Rakyat 2008, Anggota Tiga Dara.
12. ↑  Lent 1999，第105頁.
13. 1 2  Swestin 2012，第103頁.
14. ↑  Chotimah 2011, Perempuan di Dalam.
15. ↑  GSCFFI, Nia Dinata – GSCFFI.
16. ↑  Tempo 2008, Di Layar Lebar.
17. ↑  Liem 2008, Top ten theatrical releases.

## 外部連結
- 芝特拉·黛薇在互联网电影资料库（IMDb）上的資料（英文）